# Giorgio Rochat
Giorgio Rochat (* 4. April 1936 in Pavia; † 19. Oktober 2024 in Torre Pellice) war ein italienischer Neuzeithistoriker und Hochschulprofessor. Er war auf italienische Militär- und Kolonialgeschichte von der italienischen Einigung bis zum Zweiten Weltkrieg spezialisiert.

## Werdegang
Rochat studierte Geisteswissenschaften an der Universität Pavia und schloss sein Studium 1959 mit der Laurea ab. Als Offizier leistete er seinen Wehrdienst bei den Alpini ab. Von 1969 an arbeitete er als Privatdozent für Storia contemporanea (Geschichte des 19. und 20. Jahrhunderts). Zugleich war er bis 1976 als Professor für Parteiengeschichte an der Universität Mailand tätig. Anschließend war er bis 1980 außerordentlicher Professor für Storia contemporanea an der Universität Ferrara. 1980 wurde Rochat ordentlicher Professor für Storia contemporanea an der Universität Turin und spezialisierte sich auf Militärgeschichte. Von 1993 an hielt er Vorlesungen in Militärgeschichte an der Applikationsschule des Heeres in Turin, mittlerweile ein Laurea-Studiengang in Strategiewissenschaften. Zum 1. November 2002 trat Giorgio Rochat in den Ruhestand.
Rochat war Mitglied des Istituto Nazionale Ferruccio Parri und stand der Einrichtung zwischen 1996 und 2000 als Präsident vor. Des Weiteren gehörte er als Waldenser der Società di studi valdesi in Torre Pellice, der Società Italiana per lo Studio della Storia Contemporanea und dem von mehreren italienischen Universitäten getragenen Studien- und Forschungszentrum zur Militärgeschichte (it. Centro interuniversitario di studi e ricerche storico-militari) an, in dem er zwischen 1981 und 1989 als erster Präsident der Einrichtung fungierte. Von 1972 bis 1995 war er zudem Direktoriumsmitglied der in Turin erscheinenden Fachzeitschrift für Zeitgeschichte Rivista di storia contemporanea.
Rochat durchleuchtete als einer der ersten italienischen Historiker kritisch die italienische Kolonialgeschichte. Im Bezug auf den Einsatz von Giftgas durch italienische Truppen in Libyen und im Abessinienkrieg leistete er Grundlagenarbeit, auf der nachfolgende Historiker wie Angelo Del Boca ihre Arbeiten aufbauten.

## Schriften (Auswahl)
- L’esercito italiano da Vittorio Veneto a Mussolini 1919–1925. Laterza, Bari 1967.
- Militari e politici nella preparazione della campagna d’Etiopia. Studio e documenti 1932–1936. Angeli, Mailand 1971.
- Il colonialismo italiano. Documenti. Loescher, Turin 1973.
- Gli arditi della grande guerra. Origini, battaglie e miti. Feltrinelli, Mailand 1981.
- Italo Balbo. Utet, Turin 1986.
- Guerre italiane in Libia e in Etiopia 1921–1939. Pagus, Paese (TV) 1991.
- Le guerre italiane 1935–1943: dall’impero d’Etiopia alla disfatta. Einaudi, Turin 2005, ISBN 88-06-16118-0.